# Alabes elongata
 Alabes elongata   (лат.) — вид лучепёрых рыб семейства присосковых (Gobiesocidae). Мелкие морские рыбы, эндемики прибрежных вод Австралии.

## Описание
Тело длинное, цилиндрической формы, без чешуи, покрыто слизью. Высота тела укладывается 12,5—14,9 раз в стандартной длине тела. На голове имеются две заглазничные поры  боковой линии. Рот маленький. Зубы мелкие, конической формы, располагаются в 1—2 ряда на верхней и нижней челюстях. Глаза маленькие с выраженной светлой роговицей. Единственное поперечное жаберное отверстие расположено на нижней стороне головы, его длина укладывается 2,9—4,4 раза в длине головы. Боковая линия слабо выражена, состоит из мелких открытых пор и микроскопических сосочков. Хвостовой плавник с 6—9 лучами, соединён со спинным и анальным плавниками. В спинном и анальном плавниках нет лучей. Начало спинного плавника располагается на линии мочеполового отверстия. Грудные плавники отсутствуют. Брюшные плавники рудиментарные, но с чётко различимыми тремя лучами, расположены сразу за жаберным отверстием. Позвонков 74—78.
Максимальная стандартная длина тела 9,2 см. 
Тело светло-коричневое, покрыто более тёмными коричневыми мелкими пятнышками, образующими в передней части тела узкие полосы, а в задней части тела – более светлый сетчатый рисунок (заходит на плавники). На голове неясные пересекающиеся полоски. В отличие от A. dorsalis на теле нет тёмных округлых пятен.

## Ареал и места обитания
Обнаружены только у побережья южной части Западной Австралии. Обитают в прибрежных водах на глубине от 0 до 15 м в зарослях морской травы, а также на скалистых рифах.